# Pyrausta ilhamtohti
Pyrausta ilhamtohti is een vlinder van de familie van de grasmotten (Crambidae). De wetenschappelijke naam van deze soort is voor het eerst voorgesteld door Ahmet Ömer Koçak en Muhabbet Kemal in een publicatie uit 2021.
De soort komt voor in China (Guangdong).